# Valdemir Pereira
Valdemir dos Santos Pereira, conocido como Sertão (Cruz das Almas, 15 de noviembre de 1974) es un boxeador profesional brasileño, campeón mundial de peso pluma de la Federación Internacional de Boxeo en 2006. Compitió del 2001 al 2006. Como aficionado, Pereira representó a Brasil en los Juegos Olímpicos de 2000, alcanzando los octavos de final del grupo de peso pluma.
Conocido como "Sertão", se convirtió en profesional en 2001 y fue campeón mundial de peso pluma por la Federación Internacional de Boxeo tras vencer al Thai Fahprakorb Rakkiatgym el 21 de enero de 2006 en Mashantucket, Estados Unidos. En su primera defensa del cinturón cinco meses después, el 14 de mayo, perdió su título ante el estadounidense Eric Aiken cuando fue descalificado en el octavo asalto. Intentó una revancha contra Aiken en marzo de 2007, pero un control de salud hizo que la pelea fuera imposible. Abandonó el boxeo y volvió a su ciudad natal.